# Seven Femenino de Nueva Zelanda 2023
El Seven Femenino de Nueva Zelanda 2023 fue el tercer torneo de la Serie Mundial Femenina de Rugby 7 2022-23.
Se disputó en la instalaciones del Estadio Waikato.

## Formato
El torneo se disputó en un fin de semana, a lo largo de dos días. Participaron 12 equipos: los 11 de estatus permanente y otro invitado.
Se dividieron en tres grupos de cuatro equipos, donde cada uno de estos jugó un partido ante sus rivales de grupo. Cada victoria otorgó 3 puntos, cada empate 2 y cada derrota 1.
Los dos equipos con más puntos en cada grupo y los dos mejores terceros avanzaron a cuartos de final de la Copa de Oro. Los cuatro ganadores avanzaron a semifinales de la Copa de Oro, y los cuatro perdedores a semifinales del quinto puesto.
En tanto, los restantes cuatro equipos de la fase de grupos avanzaron a semifinales de la challenge trophy.

## Fase de grupos
|  | Avanzan a cuartos de final. |

### Grupo A
| Pos | Países             | Partidos | Partidos | Partidos | Tantos | Tantos | Tantos | Pts |
| Pos | Países             | G        | E        | P        | PF     | PC     | DP     | Pts |
| --- | ------------------ | -------- | -------- | -------- | ------ | ------ | ------ | --- |
| 1   | Nueva Zelanda      | 3        | 0        | 0        | 105    | 0      | 105    | 9   |
| 2   | Fiyi               | 2        | 0        | 1        | 69     | 41     | 28     | 7   |
| 3   | Gran Bretaña       | 1        | 0        | 2        | 50     | 39     | 11     | 5   |
| 4   | Papúa Nueva Guinea | 0        | 0        | 3        | 0      | 144    | -144   | 3   |

| 21 de enero | Fiyi | 19 - 14 | Gran Bretaña |  |  |

| 21 de enero | Nueva Zelanda | 58 - 0 | Papúa Nueva Guinea |  |  |

| 21 de enero | Gran Bretaña | 36 - 0 | Papúa Nueva Guinea |  |  |

| 21 de enero | Nueva Zelanda | 27 - 0 | Fiyi |  |  |

| 21 de enero | Fiyi | 50 - 0 | Papúa Nueva Guinea |  |  |

| 21 de enero | Nueva Zelanda | 20 - 0 | Gran Bretaña |  |  |

### Grupo B
| Pos | Países    | Partidos | Partidos | Partidos | Tantos | Tantos | Tantos | Pts |
| Pos | Países    | G        | E        | P        | PF     | PC     | DP     | Pts |
| --- | --------- | -------- | -------- | -------- | ------ | ------ | ------ | --- |
| 1   | Australia | 3        | 0        | 0        | 102    | 21     | 81     | 9   |
| 2   | Francia   | 1        | 1        | 1        | 38     | 67     | -29    | 6   |
| 3   | Japón     | 1        | 0        | 2        | 43     | 59     | -16    | 5   |
| 4   | Canadá    | 0        | 1        | 2        | 26     | 62     | -36    | 4   |

| 21 de enero | Francia | 12 - 12 | Canadá |  |  |

| 21 de enero | Australia | 26 - 14 | Japón |  |  |

| 21 de enero | Francia | 26 - 12 | Japón |  |  |

| 21 de enero | Australia | 33 - 7 | Canadá |  |  |

| 21 de enero | Canadá | 7 - 17 | Japón |  |  |

| 21 de enero | Australia | 43 - 0 | Francia |  |  |

### Grupo C
| Pos | Países         | Partidos | Partidos | Partidos | Tantos | Tantos | Tantos | Pts |
| Pos | Países         | G        | E        | P        | PF     | PC     | DP     | Pts |
| --- | -------------- | -------- | -------- | -------- | ------ | ------ | ------ | --- |
| 1   | Estados Unidos | 3        | 0        | 0        | 87     | 19     | 68     | 9   |
| 2   | Irlanda        | 2        | 0        | 1        | 66     | 25     | 41     | 7   |
| 3   | Brasil         | 1        | 0        | 2        | 41     | 86     | -45    | 5   |
| 4   | España         | 0        | 0        | 3        | 34     | 98     | -64    | 3   |

| 21 de enero | Irlanda | 28 - 5 | Brasil |  |  |

| 21 de enero | Estados Unidos | 31 - 12 | España |  |  |

| 21 de enero | Irlanda | 31 - 5 | España |  |  |

| 21 de enero | Estados Unidos | 41 - 0 | Brasil |  |  |

| 21 de enero | Irlanda | 15 - 7 | Estados Unidos |  |  |

| 21 de enero | Brasil | 36 - 17 | España |  |  |

## Fase final

### Definición 9° puesto
|  | Semifinal          | Semifinal          | Semifinal |        |        | 9° puesto          | 9° puesto          | 9° puesto  |  |
|  |                    |                    |           |        |        |                    |                    |            |  |
|  |                    |                    |           |        |        |                    |                    |            |  |
|  | Brasil             | Brasil             | 41        |        |        |                    |                    |            |  |
|  | Brasil             | Brasil             | 41        |        |        |                    |                    |            |  |
|  | Papúa Nueva Guinea | Papúa Nueva Guinea | 7         |        |        |                    |                    |            |  |
|  | Papúa Nueva Guinea | Papúa Nueva Guinea | 7         |        | Brasil | Brasil             | 12                 |            |  |
|  |                    |                    |           |        | Brasil | Brasil             | 12                 |            |  |
|  |                    |                    | España    | España | 17     |                    |                    |            |  |
|  | Canadá             | Canadá             | España    | España | 17     | 0                  |                    |            |  |
|  | Canadá             | Canadá             |           |        |        | 0                  |                    |            |  |
|  | España             | España             | 7         |        |        | 11° puesto         | 11° puesto         | 11° puesto |  |
|  | España             | España             | 7         |        |        | 11° puesto         | 11° puesto         | 11° puesto |  |
|  |                    |                    |           |        |        |                    |                    |            |  |
|  |                    |                    |           |        |        | Papúa Nueva Guinea | Papúa Nueva Guinea | 5          |  |
|  |                    |                    |           |        |        | Papúa Nueva Guinea | Papúa Nueva Guinea | 5          |  |
|  |                    |                    |           |        |        | Canadá             | Canadá             | 44         |  |
|  |                    |                    |           |        |        | Canadá             | Canadá             | 44         |  |
|  |                    |                    |           |        |        |                    |                    |            |  |

### Definición 5° puesto
|  | Semifinal    | Semifinal    | Semifinal |       |              | 5° puesto    | 5° puesto | 5° puesto |  |
|  |              |              |           |       |              |              |           |           |  |
|  |              |              |           |       |              |              |           |           |  |
|  | Gran Bretaña | Gran Bretaña | 12        |       |              |              |           |           |  |
|  | Gran Bretaña | Gran Bretaña | 12        |       |              |              |           |           |  |
|  | Fiyi         | Fiyi         | 0         |       |              |              |           |           |  |
|  | Fiyi         | Fiyi         | 0         |       | Gran Bretaña | Gran Bretaña | 14        |           |  |
|  |              |              |           |       | Gran Bretaña | Gran Bretaña | 14        |           |  |
|  |              |              | Japón     | Japón | 10           |              |           |           |  |
|  | Francia      | Francia      | Japón     | Japón | 10           | 12           |           |           |  |
|  | Francia      | Francia      |           |       |              | 12           |           |           |  |
|  | Japón        | Japón        | 19        |       |              | 7° puesto    | 7° puesto | 7° puesto |  |
|  | Japón        | Japón        | 19        |       |              | 7° puesto    | 7° puesto | 7° puesto |  |
|  |              |              |           |       |              |              |           |           |  |
|  |              |              |           |       |              | Fiyi         | Fiyi      | 5         |  |
|  |              |              |           |       |              | Fiyi         | Fiyi      | 5         |  |
|  |              |              |           |       |              | Francia      | Francia   | 34        |  |
|  |              |              |           |       |              | Francia      | Francia   | 34        |  |
|  |              |              |           |       |              |              |           |           |  |

### Copa de oro
|  | Cuartos de final | Cuartos de final | Cuartos de final |                |           | Semifinales | Semifinales | Semifinales |           |                | Copa           | Copa         | Copa |  |
|  |                  |                  |                  |                |           |             |             |             |           |                |                |              |      |  |
|  |                  |                  |                  |                |           |             |             |             |           |                |                |              |      |  |
|  | Australia        | Australia        | 38               |                |           |             |             |             |           |                |                |              |      |  |
|  | Australia        | Australia        | 38               |                |           |             |             |             |           |                |                |              |      |  |
|  | Gran Bretaña     | Gran Bretaña     | 0                |                |           |             |             |             |           |                |                |              |      |  |
|  | Gran Bretaña     | Gran Bretaña     | 0                |                | Australia | Australia   | 7           |             |           |                |                |              |      |  |
|  |                  |                  |                  |                | Australia | Australia   | 7           |             |           |                |                |              |      |  |
|  |                  |                  | Estados Unidos   | Estados Unidos | 10        |             |             |             |           |                |                |              |      |  |
|  | Estados Unidos   | Estados Unidos   | Estados Unidos   | Estados Unidos | 10        | 27          |             |             |           |                |                |              |      |  |
|  | Estados Unidos   | Estados Unidos   |                  |                |           |             |             |             |           |                |                |              |      |  |
|  | Fiyi             | Fiyi             | 7                |                |           |             |             |             |           |                |                |              |      |  |
|  | Fiyi             | Fiyi             | 7                |                |           |             |             |             |           | Estados Unidos | Estados Unidos | 7            |      |  |
|  |                  |                  |                  |                |           |             |             |             |           | Estados Unidos | Estados Unidos | 7            |      |  |
|  |                  |                  | Nueva Zelanda    | Nueva Zelanda  | 33        |             |             |             |           |                |                |              |      |  |
|  | Francia          | Francia          | Nueva Zelanda    | Nueva Zelanda  | 33        | 7           |             |             |           |                |                |              |      |  |
|  | Francia          | Francia          |                  |                |           |             |             |             |           |                |                |              |      |  |
|  | Irlanda          | Irlanda          | 24               |                |           |             |             |             |           |                |                |              |      |  |
|  | Irlanda          | Irlanda          | 24               |                | Irlanda   | Irlanda     | 0           |             |           | Tercer lugar   | Tercer lugar   | Tercer lugar |      |  |
|  |                  |                  |                  |                | Irlanda   | Irlanda     | 0           |             |           | Tercer lugar   | Tercer lugar   | Tercer lugar |      |  |
|  |                  |                  | Nueva Zelanda    | Nueva Zelanda  | 32        |             |             |             |           |                |                |              |      |  |
|  | Nueva Zelanda    | Nueva Zelanda    | Nueva Zelanda    | Nueva Zelanda  | 32        | 43          |             |             | Australia | Australia      | 33             |              |      |  |
|  | Nueva Zelanda    | Nueva Zelanda    |                  |                |           |             |             |             | Australia | Australia      | 33             |              |      |  |
|  | Japón            | Japón            | 12               |                |           |             |             |             |           |                | Irlanda        | Irlanda      | 17   |  |
|  | Japón            | Japón            | 12               |                |           |             |             |             |           |                | Irlanda        | Irlanda      | 17   |  |
|  |                  |                  |                  |                |           |             |             |             |           |                |                |              |      |  |

| Bandera de Nueva Zelanda |
| Campeón Nueva Zelanda    |
| 2º título del circuito   |